# Tuba Önal
Tuba Önal (Istanboel, 25 januari 1974) is een Turkse zangeres.

## Biografie
Önal waagde in 1997 voor het eerst haar kans in de Turkse preselectie voor het Eurovisiesongfestival, evenwel zonder succes. Twee jaar later waagde ze opnieuw haar kans in de Turkse preselectie. Met Dön artık won ze, waardoor ze haar vaderland mocht vertegenwoordigen op het Eurovisiesongfestival 1999 in Jeruzalem. Ze eindigde als zestiende. Na haar passage op het Eurovisiesongfestival zou ze vooral optreden als achtergrondzangeres.
1975: Semiha Yankı · 
1978: Nilüfer & Nazar · 
1980: Ajda Pekkan · 
1981: Modern Folk Trio & Ayşegül · 
1982: Neco · 
1983: Çetin Alp & The Short Waves · 
1984: Beş Yıl Önce On Yıl Sonra · 
1985: MFÖ · 
1986: Klips ve Onlar · 
1987: Seyyal Taner & Lokomotif · 
1988: MFÖ · 
1989: Pan · 
1990: Kayahan · 
1991: İzel Çeliköz, Reyhan Karaca & Can Uğurluer · 
1992: Aylin Vatankoş · 
1993: Burak Aydos · 
1995: Arzu Ece · 
1996: Şebnem Paker · 
1997: Şebnem Paker & Grup Etnik · 
1998: Tüzmen · 
1999: Tuba Önal & Grup Mistik · 
2000: Pınar Ayhan & Grup SOS · 
2001: Sedat Yüce · 
2002: Buket Bengisu & Grup Safir · 
2003: Sertab Erener · 
2004: Athena · 
2005: Gülseren · 
2006: Sibel Tüzün · 
2007: Kenan Doğulu · 
2008: Mor ve Ötesi · 
2009: Hadise · 
2010: MaNga · 
2011: Yüksek Sadakat · 
2012: Can Bonomo